# Macropsis fuscula
Macropsis fuscula är en insektsart som först beskrevs av Zetterstedt 1828.  Macropsis fuscula ingår i släktet Macropsis, och familjen dvärgstritar. Arten är reproducerande i Sverige.